# 혼다 히데오 (의학자)
혼다 히데오(일본어:  本田 秀夫 , 1964년~)는 일본의 의학자 겸 정신과 의사로, 신슈 대학 의학부 부속 병원 어린이 마음 진료부 부장이다.